# The Book of Unwritten Tales
The Book of Unwritten Tales (с англ. — «Книга ненаписанных историй») — компьютерная игра в жанре point-and-click квест, разработанная немецкой компанией King Art. В роли издателя выступила Lace Mamba Global.

## Сюжет
Между силами Света и Тьмы вот уж какую сотню лет идёт непрекращающаяся война, и ни одна из сторон не может победить. Но вот однажды престарелый гремлин МакГаффин находит в одной книге описание расположения могущественного артефакта, который может помочь одной из сторон победить. Он посылает за верховным магом, но его хватает злой колдун Мункус. Похищение привлекает внимание эльфийки Иви, она пытается спасти гремлина, но ничего не выходит. Однако гремлин передаёт кольцо полурослику Вильбуру и просит отнести его верховному магу. Так Иви, Вильбур и капитан Нейт (который присоединится позднее) оказываются втянуты в захватывающие приключения по поиску артефакта!

## Геймплей
Геймплей во всём следует канонам жанра графического квеста — классическое управление point-and-click, но прежде чем что-то взять или сделать, персонаж осмотрит предмет. Ближе к середине игры игрок сможет управлять несколькими персонажами, переключаясь между ними. Персонажи также будут способны обмениваться предметами. В игре мало головоломок и они не отличаются особой сложностью.

## Рецензии
| Сводный рейтинг       | Сводный рейтинг |
| Агрегатор             | Оценка          |
| --------------------- | --------------- |
| GameRankings          | 80,59 %         |
| Metacritic            | 82 / 100        |
| Иноязычные издания    |                 |
| Издание               | Оценка          |
| Destructoid           | 8,5 / 10        |
| GameSpot              | 8,0 / 10        |
| GameSpy               | [ 7 ]           |
| IGN                   | 9 / 10          |
| Русскоязычные издания |                 |
| Издание               | Оценка          |
| Absolute Games        | 77 %            |

The Book of Unwritten Tales получила широкое признание критики в Германии с агрегированным счетом 87 из 100 на 24 различных обзорах.